# Sinagoga Kehila Kedosha Janina
La Sinagoga Kehila Kedosha Janina (en inglés: Kehila Kedosha Janina Synagogue) es una sinagoga romaniote ubicada en Nueva York, Nueva York. La Sinagoga Kehila Kedosha Janina se encuentra inscrita  en el Registro Nacional de Lugares Históricos desde el 30 de noviembre de 1999.  

## Ubicación
La Kehila Kedosha Janina se encuentra dentro del condado de Nueva York en las coordenadas 40°43′07″N 73°59′30″O / 40.718611, -73.991667.